# Pfarrkirche Mönichwald

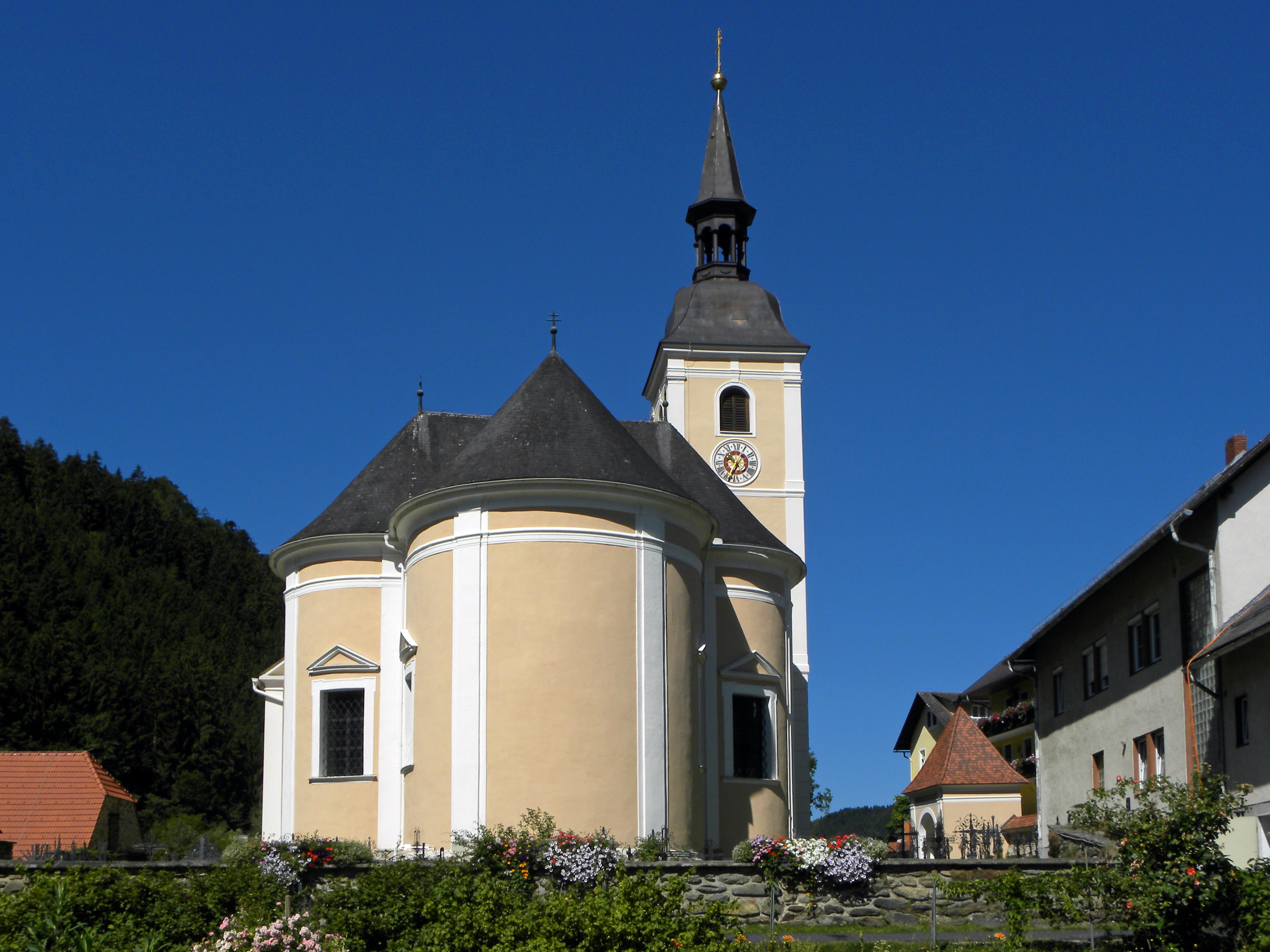
Katholische Pfarrkirche Hll. Peter und Paul in Mönichwald

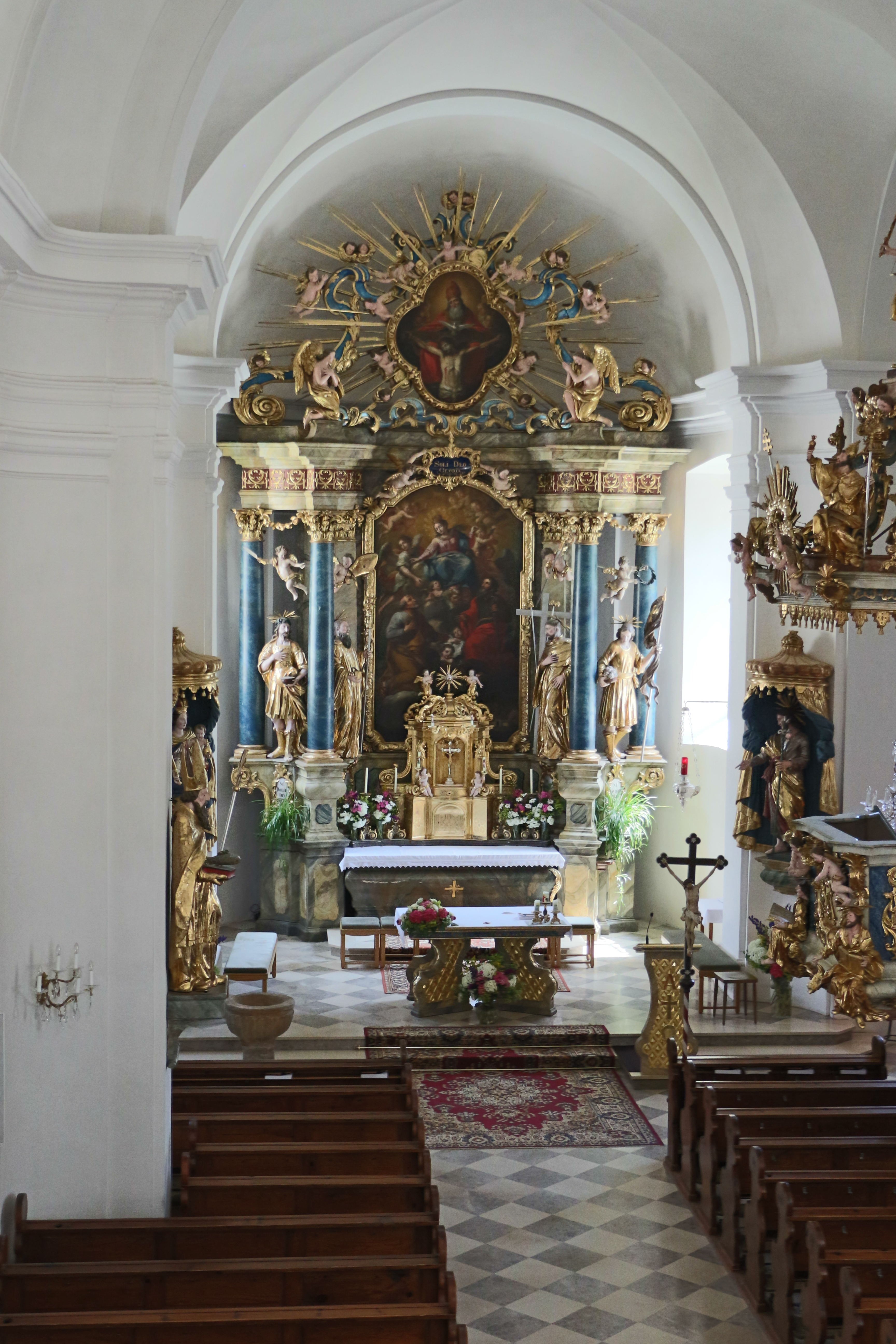
Der Innenraum der Kirche

Die Pfarrkirche Mönichwald steht im Kirchweiler Mönichwald in der Gemeinde Waldbach-Mönichwald im Bezirk Hartberg-Fürstenfeld in der Steiermark. Die den heiligen Peter und Paul geweihte Pfarrkirche gehört zum Dekanat Vorau der Diözese Graz-Seckau. Die Kirche und der Friedhof stehen unter Denkmalschutz (Listeneintrag).

## Geschichte
Der erste Kirchenbau wurde 1163 geweiht und wurde mit dem Gut Mönichwald von Eckbert III. von Formbach-Pitten an sein Kloster Vornbach am Inn geschenkt und stand bis zur Auflösung des Klosters (1803) in dessen Besitz. Der Kirchenneubau entstand laut Inschrift 1716 wohl nach den Plänen des Baumeisters Remigius Horner. 1947/1948 war eine Restaurierung.

## Architektur
Das dreijochige tonnengewölbte Langhaus hat Quergurten über Pilastern und ein umlaufendes Gesims. An das Langhaus schließt um eine quadratische Vierung mit einer Dreikonchenanlage an. Der Fronbogen zeigt das Chronogramm 1716. Nördlich des dritten Joches des Langhauses steht der quadratische Turm, südlich ist die Sakristei angebaut. Die dreiachsige Orgelempore steht auf Pfeilern.
Außen gibt es ein Epitaph E. Schweigert gestorben 1796.

## Ausstattung
Die Einrichtung entstand nach Entwürfen von Remigius Horner. Hochaltar und Kanzel sind in der Nachfolge Matthias Steinls gestaltet. Der Hochaltar trägt Figuren von Andreas Schellauf, das Hochaltarbild Apostelfürsten nennt Joan. Cyriak Hackhoffer pinxit Voravii 1722, auch das Oberbild sowie die vier Ovalbilder Himmel, Hölle, Antonius von Padua, Johannes Nepomuk im Langhaus sind von Hackhoffer. Die Kanzel trägt Figuren von Josef Hilt.
Eine Glocke nennt Nikolaus Löw von Löwenberg 1716.